# 平民
平民是指普通市民、公民，指不是奴隸但沒有任何特權或官職的自由人，因此除了貴族、高級官員、奴隸外，都稱平民。在軍事上，指的是非軍事人員，或者是非參與戰鬥的人員。

## 相近名稱
- 庶民（庶人）是君主制的社會階層，在周代封建制度，指非貴族階層的平民。
- 古時，西周稱平民為黎民，戰國時期通稱百姓。
- 因為古時平民都穿麻布衣服，也稱作布衣。
- 另外平民亦稱為黔首，黔是指黑色的意思，先秦時期平民常用黑布包頭。
- 在香港，中產、基層市民都形容一些普通市民。